# قشلاق خان گلدی بالااوغلان
قشلاق خان گلدی بالااوغلان یک روستا در ایران است که در استان اردبیل واقع شده‌است. قشلاق خان گلدی بالااوغلان ۲۵ نفر جمعیت دارد.